# 弾性波
弾性波（だんせいは;英 elastic wave）は、弾性体中を伝わる変形波で、弾性応力波、弾性ひずみ波とも呼ばれる。体積変化を伴う「体積波」と、形状変化は生じるが体積変化を伴わない「等体積波」とに大別される。一次元物体中の圧縮波、引張り波は前者に対応し、剪断波、あるいはねじり波は後者に対応する。弾性波の伝わる速度は弾性係数、ポアソン比と密度に依存する。

## 種類
P波
進行方向に平行に振動する波動。弾性波の中で最も早く伝播し、伝播速度 cP はλ, μをラメ定数、弾性体の密度をρとすれば、
{\displaystyle c_{P}={\sqrt {\frac {\lambda +2\mu }{\rho }}}}
と表される。
S波
進行方向に垂直に振動する波動。伝播速度 cS は
{\displaystyle c_{S}={\sqrt {\frac {\mu }{\rho }}}}
と表される。
Head wave
観測点の位置とソースの位置にある特定の関係がある（観測点が表面付近にある）時に存在する波。伝播速度 cH は cS < cH < cP の範囲にある。
レイリー波
レイリー波は表面を伝播する波であり、S波よりも遅い速度で伝播する。

### 熱弾性波 thermoelastic wave
弾性体の熱膨張により発生する弾性波。

## 運動方程式
等方性弾性体の運動方程式は次式で表される。
{\displaystyle \rho {\frac {\partial ^{2}u_{i}}{\partial t^{2}}}=(\lambda +\mu ){\frac {\partial }{\partial x_{i}}}\sum _{j=1}^{3}{\frac {\partial u_{j}}{\partial x_{j}}}+\mu \sum _{j=1}^{3}{\frac {\partial ^{2}u_{i}}{\partial x_{j}^{2}}}+\rho g_{i}\qquad (i=1,2,3)}
ここでui は変位、ρは密度、λ, μはラメ定数、gi は重力加速度である。
ここで重力を無視し、変位が空間的にx1 方向にのみ依存する平面波であるとすると、上式は以下の1次元波動方程式になる。
{\displaystyle {\frac {\partial ^{2}u_{1}}{\partial t^{2}}}=c_{P}^{2}{\frac {\partial ^{2}u_{1}}{\partial x_{1}^{2}}},\qquad {\frac {\partial ^{2}u_{2}}{\partial t^{2}}}=c_{S}^{2}{\frac {\partial ^{2}u_{2}}{\partial x_{1}^{2}}},\qquad {\frac {\partial ^{2}u_{3}}{\partial t^{2}}}=c_{S}^{2}{\frac {\partial ^{2}u_{3}}{\partial x_{1}^{2}}}}